# Scaphinotus lodingi
Scaphinotus lodingi är en skalbaggsart som beskrevs av Valentine. Scaphinotus lodingi ingår i släktet Scaphinotus och familjen jordlöpare. Inga underarter finns listade i Catalogue of Life.